# Cyathea chontilla
Cyathea chontilla är en ormbunkeart som beskrevs av Lehnert. Cyathea chontilla ingår i släktet Cyathea och familjen Cyatheaceae. Inga underarter finns listade.